# Новые Бурасы
Но́вые Бура́сы — посёлок городского типа, административный центр Новобурасского района Саратовской области России. Расположен на севере области у истоков реки Малая Медведица.

## История
Село Новые Бурасы основали в 1777 году жители из Бурасской Слободы (ныне село Старые Бурасы). В 1859 году село впервые упоминается в «Списках населённых мест Саратовской губернии». В селе насчитывалось 539 дворов с населением 3,9 тыс. человек.
В 1886 году рядом с Новыми Бурасами (в 10 км) прошла железнодорожная ветка Аткарск — Вольск. Была заложена железнодорожная станция Бурасы. Название отражало местоположение станции между Старыми и Новыми Бурасами.
К 1917 году в Новых Бурасах насчитывалось 1216 дворов, действовала церковь, три школы — церковно-приходская, земская и министерская, почтовая контора, ветеринарная больница.
24 июля 1928 года, на базе 8 близлежащих волостей: Новобурасской, Тёпловской, Лоховской, Гремяченской, Кутьинской, Ключевской, Марьино-Лашминской и Елшанской создается Новобурасский район с центром в селе Новые Бурасы.
В 1932—1933 годах село и район сильно пострадали от голода, охватившего тогда всё Поволжье.
23 февраля 1968 года село Новые Бурасы решением облисполкома было преобразовано в посёлок городского типа.

## Население
| 1859  | 1939  | 1959  | 1970  | 1979  | 1989  | 2002  | 2009  | 2010  |
| ----- | ----- | ----- | ----- | ----- | ----- | ----- | ----- | ----- |
| 3900  | ↗4157 | ↘3985 | ↗4257 | ↗4529 | ↗5857 | ↗6517 | ↘5980 | ↘5870 |
| 2011  | 2012  | 2013  | 2014  | 2015  | 2016  | 2017  | 2018  | 2019  |
| ↗5882 | ↘5844 | ↘5812 | ↗5826 | ↗5852 | ↗5939 | ↘5920 | ↘5861 | ↘5813 |
| 2020  | 2021  |       |       |       |       |       |       |       |
| ↘5796 | →5796 |       |       |       |       |       |       |       |

## Улицы Новых Бурас
Улицы: Автомобилистов,
Бабушкина,
Баумана,
Беговая,
Бочкарева,
Буянова,
Гагарина,
Гоголя,
Дорожная,
Жукова,
Заводская,
Загороднева,
Зелёная,
Интернациональная,
Калинина,
Кирпичная,
Кликушина,
Колхозная,
Комсомольская,
Кооперативная,
Лермонтова,
Лесная,
Луговая,
Мичурина,
Молодёжная,
Мороз,
Муравьева,
Некрасова,
Нижняя,
Новая,
Октябрьская,
Первомайская,
Перспективная,
Пионерская,
Почтовая,
Пушкина,
Рабочая,
Радаева,
Радищева,
Советская,
Солнечная,
Сосновая,
Спортивная,
Строителей,
Чернышевского,
Шевченко,
Энтузиастов.
Переулки: Гагаринские с 1-го по 7-й пер,
Советские с 1-го по 5-й,
Лесной пер.

## Фотогалерея
- Виды посёлка
- Покровский храм
- Мечеть
- Школа №1
- Краеведческий музей
- Районный дом культуры

- Достопримечательности посёлка
- Монумент павшим
- Стела у мечети
- Стадион
- Доска Почёта
- Фонтан

- Предприятия и учреждения посёлка
- Агроколледж
- Вектор-2002
- Почта
- Администрация
- Ветеринарная станция